# سمله ۸۶
سیارک ۸۶ (به انگلیسی: 86 Semele) هشتاد و ششمین سیارک کشف شده‌است که در ۴ ژانویه ۱۸۶۶ و در برلین کشف شد.
قدر مطلق سیارک برابر ۸٫۵۴ است.